# Olympische Sommerspiele 1980/Teilnehmer (Sierra Leone)
| Gelbes Symbol für Goldmedaillen mit stilisierten Olympischen Ringen | Graues Symbol für Silbermedaillen mit stilisierten Olympischen Ringen | Braundes Symbol für Bronzemedaillen mit stilisierten Olympischen Ringen |
| ------------------------------------------------------------------- | --------------------------------------------------------------------- | ----------------------------------------------------------------------- |
| —                                                                   | —                                                                     | —                                                                       |

Sierra Leone nahm an den Olympischen Sommerspielen 1980 in Moskau, Sowjetunion, mit einer Delegation von 14 Sportlern teil. Medaillen konnten keine gewonnen werden. Es war nach 1968 die zweite Teilnahme an Olympischen Sommerspielen für das Land.

## Teilnehmer nach Sportarten

### Leichtathletik
Frauen

100 Meter
- Eugenia Osho-Williams
- Estella Meheux

800 Meter
- Eugenia Osho-Williams

100 Meter Hürden
- Estella Meheux

Weitsprung
- Estella Meheux

Herren

100 Meter
- Sheku Boima
- John Carew
- Rudolph George

200 Meter

- Sheku Boima
- Walter During
- Rudolph George

800 Meter

- George Branche
- Sahr Kendor
- Jimmy Massallay

1500 Meter

- George Branche

Marathon

- Baba Ibrahim Suma-Keita (46. Rang)

4-mal 400 Meter

- William Akabi-Davis
- Jimmy Massallay
- Sahr Kendor
- George Branche

Zehnkampf

- Columba Blango (16. Rang)

### Boxen
Herren

Boxen – Leichtgewicht
- Mohamed Bangura (1. Runde)